# Банич, Марко
Марко Банич (хорв. Marko Banić; род. 13 января 1995, Задар, СФРЮ) — хорватский профессиональный баскетболист, играющий на позиции тяжёлого форварда.

## Карьера
Начинал карьеру в юниорской команде «Задара», где выступал с 2001 по 2002 годы. Затем 4 сезона выступал за главную команду клуба.
Летом 2005 года подписал контракт с испанской «Жироной», но был передан в аренду в «Бильбао» до окончания сезона 2011/2012. В розыгрышах Еврокубка 2008/2009 и 2009/2010 входил в первую символическую пятёрку.
В июне 2012 года подписал трёхлетний контракт с УНИКСом, но из-за травмы коленного хряща принял участие лишь в 3 матчах. В августе 2013 года УНИКС отчислил Банича из состава команды.
В сентябре 2014 года подписал двухлетний контракт с «Эстудиантесом».
В сентябре 2013 года Банич перешёл в «Альбу».
В сентябре 2015 года Банич вернулся в УНИКС, подписав контракт по схеме 1+1. В сезоне 2015/2016 Марко провёл 29 матчей в Единой лиге ВТБ и в среднем набирал по 7,6 очка за игру.

## Сборная Хорватии
В июне 2009 года Банич был вызван в тренировочный лагерь сборной Хорватии для подготовки к Евробаскете-2009 в Польше. По итогам сборов главный тренер Ясмин Репеша включил Марко в окончательный состав сборной.

## Достижения
- Чемпион Адриатической лиги: 2002/2003
- Серебряный призёр чемпионата Испании: 2010/2011
- Чемпион Хорватии: 2004/2005
- Обладатель Кубка Крешимира Чосича (2): 2002/2003, 2004/2005
- Обладатель Суперкубка Германии: 2014
- Серебряный призёр Суперкубка Испании: 2007